# Kamimuria hainana
Kamimuria hainana is een steenvlieg uit de familie borstelsteenvliegen (Perlidae). De wetenschappelijke naam van de soort is voor het eerst geldig gepubliceerd in 2012 door Li, Wang & Yu.